# Макаров, Пётр Григорьевич (майор)
Пётр Григорьевич Макаров (1922—2006) — майор Советской Армии, участник Великой Отечественной войны, Герой Советского Союза (1945).

## Биография
Родился 10 июля 1922 года в селе Ямской Посад Алатырского уезда (ныне — в черте города Алатырь, Чувашия). Окончил первый курс Алатырского техникума паровозного хозяйства и Алатырский аэроклуб. Работал старшим пионервожатым Чуварлейской 7-летней школы Алатырского района. В июне 1940 году Макаров был призван на службу в Рабоче-крестьянскую Красную Армию. В 1942 году он окончил Энгельсскую военную авиационную школу пилотов. С августа того же года — на фронтах Великой Отечественной войны.
К сентябрю 1944 года старший лейтенант Пётр Макаров был заместителем командира эскадрильи 525-го штурмового авиаполка 227-й штурмовой авиадивизии 8-го штурмового авиационного корпуса 8-й воздушной армии 4-го Украинского фронта. К тому времени он совершил 99 боевых вылетов на штурмовку скоплений боевой техники и живой силы противника, нанеся ему большие потери.
Указом Президиума Верховного Совета СССР от 23 февраля 1945 года за «образцовое выполнение боевых заданий командования на фронте борьбы с немецкими захватчиками и проявленные при этом мужество и героизм» старший лейтенант Пётр Макаров был удостоен высокого звания Героя Советского Союза с вручением ордена Ленина и медали «Золотая Звезда» за номером 7366.
В 1947 году в звании майора Макаров был уволен в запас. Вернулся в Алатырь. Работал директором кинотеатра, председателем Алатырского городского комитета защиты мира. Умер 22 августа 2006 года, похоронен на городском кладбище Алатыря.

## Был также награждён
- тремя орденами Красного Знамени,
- орденом Александра Невского,
- двумя орденами Отечественной войны 1-й степени,
- рядом советских и иностранных медалей[1].

## Память
В честь Макарова названы улица и школа №9 в Алатыре. Его имя занесено в Почётную Книгу Трудовой Славы и Героизма Чувашской АССР (1978 г.). Почётный гражданин г. Алатырь (1993 г.).